# Canalot de Sarradé d’Amont
El Canalot de Sarradé d'Amont és un barranc que discorre del tot dins del terme municipal de la Vall de Boí, a la comarca de l'Alta Ribagorça, i dins el Parc Nacional d'Aigüestortes i Estany de Sant Maurici.
Té el naixement a 2.465 metres, al desguàs de l'Estany de Sarradé d'Amunt. El seu curs discorre direcció sud-sud-oest fins a desembocar a l'Estany de Sarradé, a 2.122 metres. En el seu curs mitjà hi destaca un petit gorg, que davalla amb forta pendent entre blocs, que probablement dona nom al barranc.